# Auguste Kronheim
Auguste Kronheim (* 28. Jänner 1937 in Amsterdam; † 7. November 2021 in Wien) war eine österreichische Holzschneiderin und Zeichnerin.

## Leben und Wirken
Kronheims Vater, der Drucker und Setzer Hugo Kronheim befand sich seit 1928 auf der Walz und arbeitete in zahlreichen Ländern Europas. In den Niederlanden, wo er die Vertretung deutscher Buchverlage ausübte, lernte er 1936 seine aus Deutschland stammende spätere Frau kennen. Die Familie lebte in Castricum und später in Den Haag, wo die zweisprachig aufwachsende Auguste eine deutsche Schule besuchte. 1944 reiste die Mutter mit Auguste und dem zwischenzeitlich geborenen Bruder aus dem besetzten Holland nach Gmunden, wo der nach Beginn des 2. Weltkrieges zur Wehrmacht eingezogene Vater schwer verwundet in einem Lazarett lag. Die Familie übersiedelte nach Grundlsee und Auguste Kronheim besuchte ab Herbst 1944 die dortige Volksschule. Bei der Scheidung der Eltern Ende 1944 wurde dem Vater das Sorgerecht für die Kinder zugesprochen. Dennoch wurde der Vater Ende 1944 erneut zur Wehrmacht eingezogen. In Grundlsee lernte Auguste Kronheim den Künstler Hanns Kobinger kennen, der ihr zeichnerisches Talent förderte. Später gehörte auch der in Grundlsee wirkende Priester Johannes Ude zu ihren Bekannten.
Nach Kriegsende holte der Vater, der in Linz zwischenzeitlich eine Reklamefirma aufgebaut hatte, die Kinder 1948 zu sich und Auguste besuchte die Eisenhand-Schule und Mozartschule. 1948 wurden die Kinder für mehrere Monate nach Dänemark zur Erholung bei einer Gastfamilie geschickt. Nach Besuch der Goetheschule wechselte Auguste in die Raimundschule.
Auguste Kronheim, welche bei ihren Sommeraufenthalten in Grundlsee von Hanns Kobinger im Zeichnen unterrichtet wurde, besuchte ab 1952 die von Paul Ikrath geleitete Kunstabteilung der Linzer Bundesgewerbeschule in der Goethestraße. Ihre Arbeit konzentrierte sie dort auf die Technik des Holzschnittes. Während dieser Zeit lernte sie den Linzer Künstler Fritz Aigner kennen, mit dem sie von 1956 bis 1962 verheiratet war. Sie hatte bereits 1959 gemeinsam mit Fritz Aigner und anderen eine Ausstellung in der Galerie Kliemstein und bekam künstlerische Aufträge. Nach einer kurzzeitigen Anstellung als Chef-Grafikerin beim Linzer Kaufhaus Kraus & Schober musste Kronheim mit ihren mittlerweile drei Kindern unter prekären Verhältnissen leben. Auf Vermittlung der Kölner Karmelitinnen erfuhr sie Unterstützung durch Heinrich Böll und dessen Frau Annemarie, die ihr eine Wohnmöglichkeit nahe ihrem Ferienhaus auf der irischen Insel Achill Island anboten. Kronheim übersiedelte 1964 mit ihren Kindern und den Druckgeräten nach Dugort auf Achill Island und später mit ihrem Partner Michael de Vere White, den sie auf der Insel kennen gelernt hatte, in das am anderen Ende der Insel gelegene Dooega. Heinrich Böll übernahm die Patenschaft für ihr 1965 dort geborenes viertes Kind. Da ihre Aufenthaltsbewilligung in Irland nicht verlängert wurde, musste Kronheim mit ihren Kindern 1966 nach Österreich zurückkehren.
1965 zog Auguste Kronheim mit Fritz Aigner in das gerade eben von Josef Fischnaller gegründete Engelbert-Kliemstein-Kunsthaus in der Linzer Ottensheimerstrasse. Bis zum Scheitern dieses Projektes lebten und arbeiteten die beiden dort.
In weiterer Folge zog Auguste Kronheim nach Kirchberg ob der Donau, lernte in Linz den jungen Schriftsteller Werner Kofler kennen und übersiedelte 1970 mit diesem und ihren Kindern nach Wien, wo sie alsbald Zwillinge gebar. Die damalige Lebenssituation der Familie ist in Koflers Buch Örtliche Verhältnisse beschrieben. Kronheim wurde Mitglied der Grazer Autorinnen Autorenversammlung und der Künstlerkooperative Kunstwerk. 1990 erfolgte die Trennung von Werner Kofler und es begann eine Auseinandersetzung mit den Traditionen des tibetischen Holzschnittes. Im Zeitraum 1991–1996 unternahm Auguste Kronheim mehrere Reisen nach Nepal, wo sie die traditionellen Drucktechniken der Klöster kennenlernte, intensiv künstlerisch tätig war und sich an lokalen Sozialprojekten beteiligte.
Auguste Kronheim lebte zuletzt in Wien. Einer ihrer Söhne ist der Maler Brendan Kronheim.

## Holzschnitt–Serien
- 1969 Wurmfortsatz

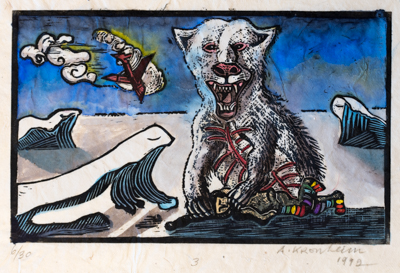
Farbholzschnitt 'Zhang Zhung' Nr. 3 (1992)

- 1970 Begleiterscheinungen – örtliche Verhältnisse
- 1970 Frau und Mutter
- 1971 Décadence
- 1972 Hell wie der lichte Tag
- 1973 Die Krankheit zum Tode – für Hermann Flasch
- 1973 Unheimliche Kindheit
- 1974 Oben und Unten (Kapital und Arbeit)
- 1976 Wien III
- 1979 Morgen bist du Hausfrau
- 1980 Durch die Wüste
- 1982 Durch's wilde Kurdistan
- 1982 Variationen über dem Bergweg
- 1983 Geschmack (einfach ist zweifellos)
- 1986 Tragödie eines weißbärtigen Mannes
- 1987 Entfernung
- 1988 Der Großglockner, Zyklus mit 7 Ansichten
- 1992 Schang–Schung, Himmelsreisen – Mein Weg ist der Saum einer purpurnen Wolke
- 1994 Die Brücke zum anderen Ufer
- 1995 Kalte Schulter

## Ausstellungen
- 1961 Galerie Bejvl, Linz
- 1964 Galerie Gurlitt, Hofgartenarkaden München
- 1966 Pädagogische Hochschule Bonn
- 1967 Pädagogische Hochschule Köln
- 1969 Galerie Bejvl, Linz
- 1972 Galerie Globetrotter, Frankfurt
- 1972 1. Graphikbiennale, Sezession Wien
- 1974 Galerie Lehner, Linz (gemeinsam mit Joseph Hinterleithner)
- 1975 Stadtmuseum Nordico, Linz
- 1976 Elefanten Press Galerie, Berlin
- 1980 Galerie Henning, Hamburg
- 1981 BAWAG–Foundation, Wien
- 1982 Galerie APEX, Göttingen
- 1985 Österreichisches Kulturforum Paris
- 1986 Auguste Kronheim. Graphische Arbeiten, Salzburger Kunstverein
- 1989 Galerie Hofkabinett, Linz
- 1991 Beck–Forum München (vermittelt durch Herbert Achternbusch)
- 2007 Auguste Kronheim – Holzschnitte aus dem Frühwerk, Ausstellung zum 70. Geburtstag zusammen mit Wolfgang Glechner Der Knallfarbendompteur – Aktuelle Arbeiten, Galerie Lehner, Wien
- 2010 Gruppenausstellung Galerie Paperworks
- 2014 Kunstgenuss Essen, Nordico Museum der Stadt Linz (Beteiligung)
- 2017 Begleiterscheinungen, Nordico Museum der Stadt Linz[4] (Katalog)[5][6]
- 2018 Ausstellung Lucia Riccelli Heroes of Tomorrow und August Kronheim Vitae Humanae, Galerie Lehner, Wien
- 2019 Galerie Hofkabinett Linz (gemeinsam mit Monika Pichler)
- 2021 Ausstellung Fritz Aigner & Auguste Kronheim - Long for Ireland, Galerie Lehner, Wien

## Filmdarstellerin
- 1979 Der Komantsche, Regie Herbert Achternbusch (Nebenrolle)[7]

## Auszeichnungen
- 1972 Theodor-Körner-Preis
- 1973 Förderpreis des Wiener Kunstfonds
- 1977 1. Preis Politische Graphik in Österreich[8]
- 2019 Kulturpreis des Landes Oberösterreich für Bildende Kunst[9]

## Publikationen
- Auguste Kronheim, Holzschnitte und Zeichnungen. Sammlungskatalog des Nordico Stadtmuseum Linz, Publikation Nr. 113, Verlag Bibliothek der Provinz, 2017, ISBN 978-3-99028-722-4, 120 Seiten.